# Todorovo (Velika Kladuša)
Pour les articles homonymes, voir Todorovo.
Todorovo (en cyrillique : Тодорово) est un village de Bosnie-Herzégovine. Il est situé dans la municipalité de Velika Kladuša, dans le canton d'Una-Sana et dans la fédération de Bosnie-et-Herzégovine. Selon les premiers résultats du recensement bosnien de 2013, il compte 867 habitants.

## Histoire
La forteresse et la mosquée de Todorovo sont inscrites sur la liste des monuments nationaux de Bosnie-Herzégovine. La forteresse remonte à la fin du XVe siècle et au début du XVIe siècle puis à la période ottomane ; la mosquée, quant à elle, a été construite en 1868.

## Démographie

### Évolution historique de la population dans la localité
| 1948 | 1953 | 1961 | 1971 | 1981  | 1991  | 2013 |
| ---- | ---- | ---- | ---- | ----- | ----- | ---- |
| -    | -    | 749  | 876  | 1 072 | 1 249 | 867  |

|  |

### Communauté locale
En 1991, la communauté locale de Todorovo comptait 6 927 habitants, répartis de la manière suivante :